# Bolitoglossa copia
Bolitoglossa copia é uma espécie de anfíbio caudado pertencente à família Plethodontidae, sub-família Plethodontinae.